# Arnold Jan d’Ailly

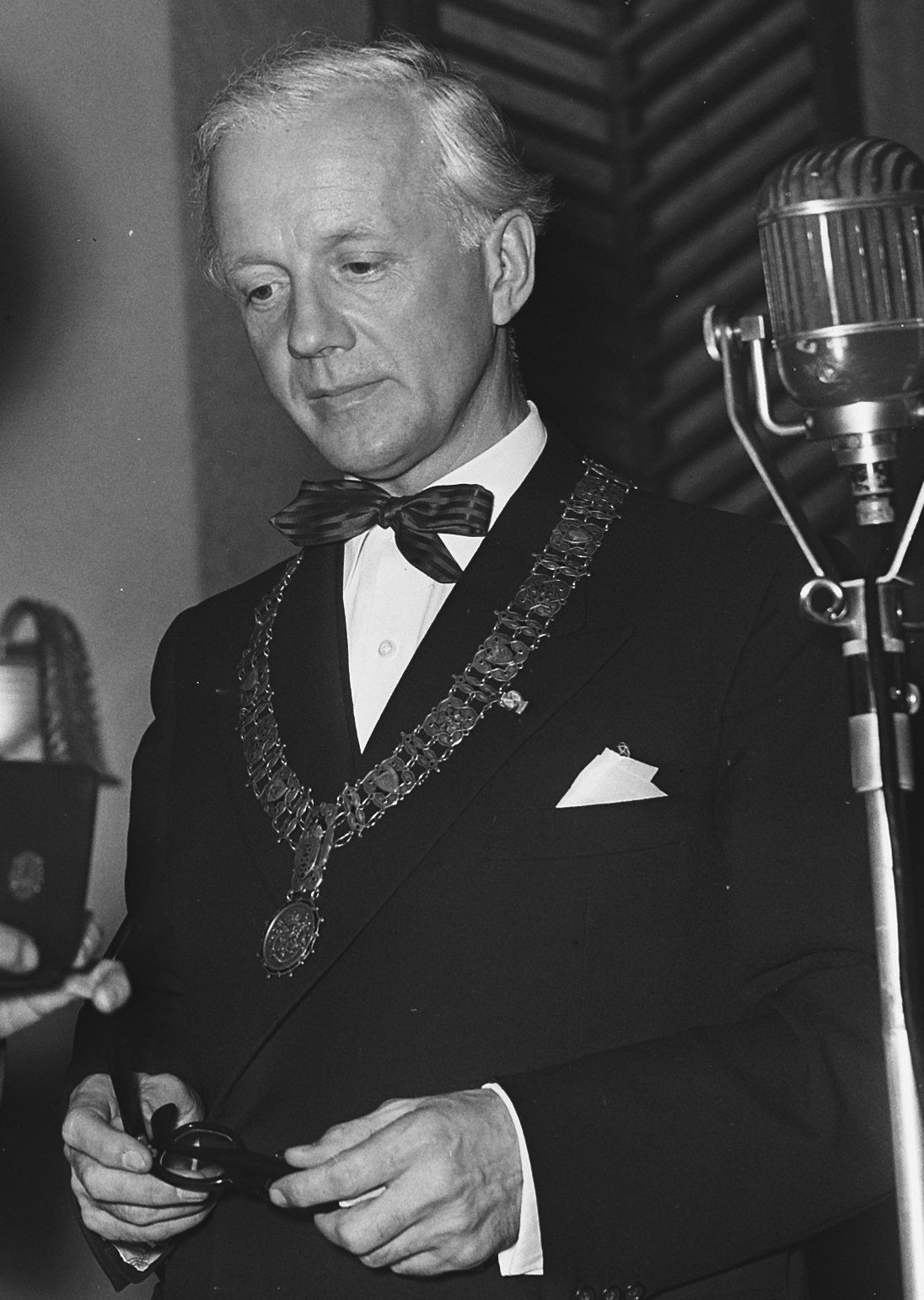
A.J. d’Ailly (Foto: 1954)

Arnold Jan d’Ailly (* 22. Juni 1902 in Franeker, Provinz Friesland; † 24. November 1967 in Amsterdam) war ein niederländischer Politiker (Partij van de Arbeid (PvdA)) und Bürgermeister von Amsterdam.

## Leben
D’Ailly wurde im Oktober 1946 als Nachfolger von Feike de Boer (1892–1976) zum Bürgermeister von Amsterdam berufen. Er war für seine Reiselust bekannt und wurde deshalb  der fliegende Bürgermeister (de vliegende burgemeester) genannt. 1956 musste er aufgrund einer Ehe-Affäre aus dem Amt ausscheiden. Als Bürgermeister folgte ihm Gijs van Hall (1904–1977). Im Januar 1957 wurde d’Ailly Direktor der Nationalen Handelsbank in Amsterdam.

## Familie
1959 heiratete d’Ailly die Künstlerin und Mäzenin Gisèle van Waterschoot van der Gracht (1912–2013), die in Yad Vashem als Gerechte unter den Völkern geehrt wurde.